# Isaurus cliftoni
Isaurus cliftoni is een Zoanthideasoort uit de familie van de Zoanthidae. De wetenschappelijke naam van de soort is voor het eerst geldig gepubliceerd in 1867 door Gray.